# Leucata
Leucata (en occità Leucata [lewˈkatɔ], [lawˈkatɔ] o [lowˈkatɔ], en francès Leucate) o antigament "Lleucata o Llocata" és un municipi occità de la comarca de Fitor que limita al sud amb Salses, Sant Hipòlit de la Salanca, Sant Llorenç de la Salanca i el Barcarès, amb els quals comparteix l'estany de Salses.
Administrativament és un comú situat al departament de l'Aude a la regió d'Occitània de la República Francesa.

## Geografia
Estació balneària del Golf de Lleó situada a les Corberes i més concretament a les Corberes marítimes a la costa de l'Aude, a mig camí entre Narbona i Perpinyà. La ciutat s'estén al llarg de cinc pols turístics:
- La Franqui
- Leucata poble
- Platja de Leucata
- La vila naturista de l'illa de la Correga
- Port-Leucata.

El Cap de Leucata és l'extrem oriental de les costes marítimes de les Corberes. La península de Leucata, que en realitat és una antiga illa del quaternari (anomenada Illa de Leucata) és en gran part formada per mitjà de calcaris lacustres del pliocè. Aquesta antiga illa s'estén en gairebé 17 km de platges i 7.000 hectàrees d'estanys marins.

## Història
Bastió estratègic, fidel al poder reial francès, Leucata defensava la marca hispànica. Ha fet un paper important el 1590 i 1637 resistint victoriosament als espanyols. El castell fou destruït el 1664. Romanen qualques vestigis interessants : lleó de pedra, la Pèira de la Falqueta (pedra de la falqueta), la qual cosa demostra la importància de l'obra. Françoise de Cezelli, l'estàtua de la qual fou erigida a la plaça del poble n'és l'heroïna. Esposa de Jean de Boursier, el governador de la plaça de Leucata, resistí als espanyols que no hesitaren pas a executar el seu marit davant dels seus ulls. "La ciutat és del rei i el meu honor de Déu. Els haig de conservar fins al meu últim sospir." Enric IV, l'encarregarà del govern del lloc fins a la majoritat del seu fill gran.
Segons la tradició el barri d'Ocata del Masnou (al Maresme), va ser fundat per emigrats de Leucata, transformant el topònim a l'Ocata o Ocata actualment.

## La cultura, la terra i els productes
La ciutat té en el seu territori les denominacions qualitatives següents :
- Vi de País dels Costers del Litoral Audès
- Fitor (AOC o DOC)
- Corbièras (AOC o DOC)

## Turisme
L'oferta turística es compon de:
Hotels 5, 6 càmpings, 2 hotels residencials i 2 centres de vacances

## Llengües
L'occità és la llengua tradicional del poble. Leucata fa de frontera lingüística amb Catalunya, ja que al Barcarès i Sant Llorenç de la Salanca es parla català.